# 纯化语
纯化语（：／ Sunhuaeo）为朝鲜半岛人可轻易运用的纯化朝鲜语，被清理对象包括朝鲜语残留的日语成分，被大量引入的外语，歧义严重的汉字，误用的外来词，粗口等元素。

## 历史
- 1991年：《纯化语资料集》 - 1977 ~ 1991
- 1996年3月23日：总务省《语言纯化令》[2]
- 1996年3月23日：文化体育部《语言纯化令》
- 1997年2月15日：《日语常用词表》
- 2002年12月27日：《南北朝鲜语净化资源第一卷》（国立国语院） [3]-以南北相互协调的术语为中心
- 2003年12月：《国语纯化语资料集》（国立国语院）
- 2004年7月：“为人民纯化朝鲜语”网站开办
- 2005年：《日语常用词纯化集》(国立国语院) -在文观部〈日语常用词表〉和1996年国立国语院〈日语使用调查的词源和用法实例两个生活术语〉基础上补充了2005年文观部根据国民意见编写的“日本文化残留图集”的内容。

## 纯化的词汇范围
- 在通用语言和各种专业领域的术语中
  - 老旧，不易理解的汉字词
  - 日语术语
  - 外语音译词
- 汉字词虽被广泛使用，但可用固有词消歧义的词汇